# Saint-Rémy-de-Maurienne
Saint-Rémy-de-Maurienne is een gemeente in het Franse departement Savoie (regio Auvergne-Rhône-Alpes). De plaats maakt deel uit van het arrondissement Saint-Jean-de-Maurienne. Saint-Rémy-de-Maurienne telde op 1 januari 2022 1.263 inwoners.

## Geografie
De oppervlakte van Saint-Rémy-de-Maurienne bedroeg op 1 januari 2022 44,26 vierkante kilometer; de bevolkingsdichtheid was toen 28,5 inwoners per km².

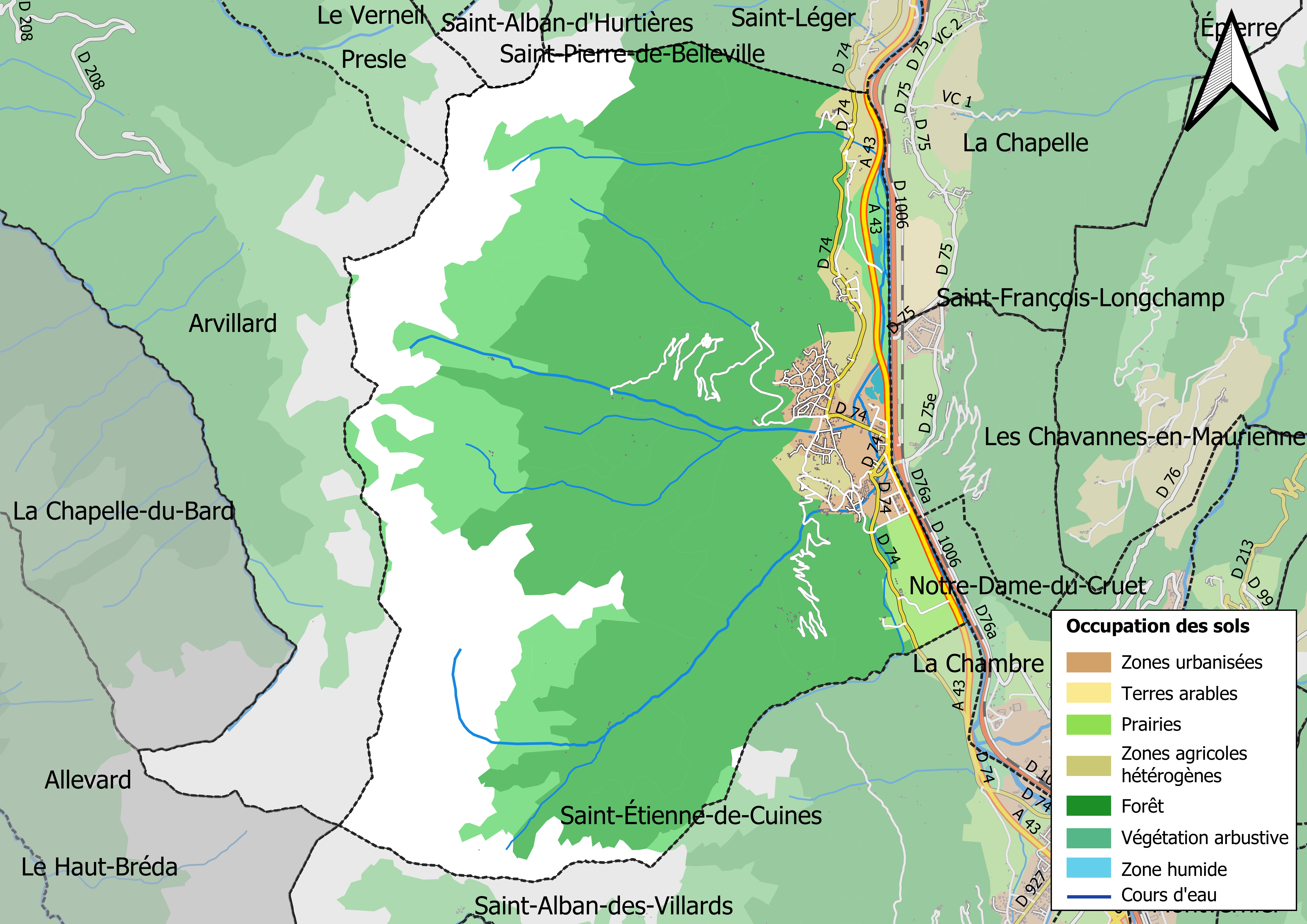
Kaart van de gemeente met de belangrijkste infrastructuur, bodemgebruik en omliggende gemeenten

## Demografie
Onderstaande figuur toont het verloop van het inwonertal (bron: INSEE-tellingen).